# Tuhé biopalivo

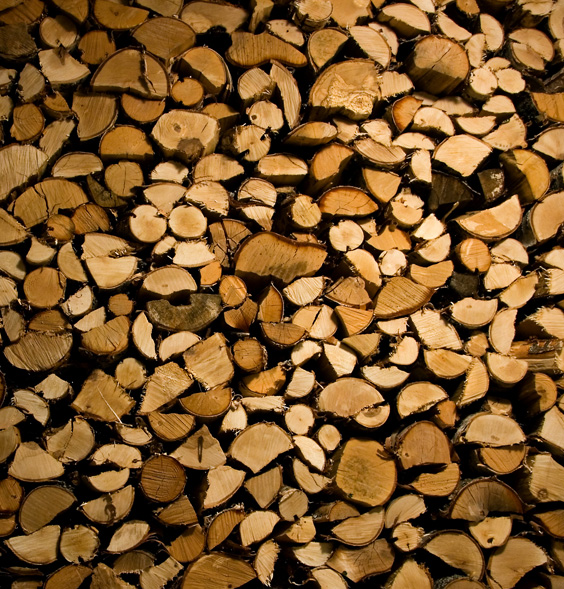
Palivové dřevo

Tuhá biopaliva jsou biopaliva, která se v podmínkách, při nichž jsou skladována, dopravována a připravována pro energetické využití, nachází v tuhém stavu. Mezi tuhá biopaliva jsou řazeny zejména následující biopaliva:
- Dřevo v různých formách:
  - polena,
  - štěpka,
  - brikety,
  - pelety,
  - piliny
- sláma, dnes již také ve formě briket a pelet,
- seno ve formě briket či pelet.
- apod.